# Stilli
Stilli (schweizertyska: Schtilli) är en ort i kommunen Villigen i kantonen Aargau, Schweiz. Orten var före den 1 januari 2006 en egen kommun, men inkorporerades då in i kommunen Villigen.